# ديوي أدكينز
ديوي أدكينز (بالإنجليزية: Dewey Adkins)‏ هو لاعب كرة قاعدة أمريكي، ولد في 11 مايو 1918 في نوركاتور في الولايات المتحدة، وتوفي في 26 ديسمبر 1998 في سانتا مونيكا في الولايات المتحدة.

## وصلات خارجية
- ديوي أدكينز على موقع دوري كرة القاعدة الرئيسي (الإنجليزية)
- ديوي أدكينز على موقعبيزبول رفرنس.كوم (الدوري الرئيسي) (الإنجليزية)
- ديوي أدكينز على موقعبيزبول رفرنس.كوم (الدوري الثانوي) (الإنجليزية)
- ديوي أدكينز على موقع مشجعي الرسوم البيانية (الإنجليزية)